# سیارک ۸۵۹۸
سیارک ۸۵۹۸ (به انگلیسی: 8598 Tetrix، نامگذاری:2202T-2) هشت هزار و پانصد و نود و هشتمین سیارک کشف شده‌است که در ۲۹ سپتامبر ۱۹۷۳ کشف شد.
قدر مطلق سیارک برابر ۱۳٫۵۰ است.